# Вулф, Дэвид
Дэ́вид Алекса́ндер Вулф, (англ. David Alexander 'Bluto' Wolf; род. 1956) — астронавт НАСА. Совершил четыре космических полёта на шаттлах: STS-58 (1993, «Колумбия»), STS-86 (1997, «Атлантис»), STS-112 (2002, «Атлантис») и STS-127 (2009, «Индевор»), совершил семь выходов в открытый космос, врач.

## Личные данные и образование

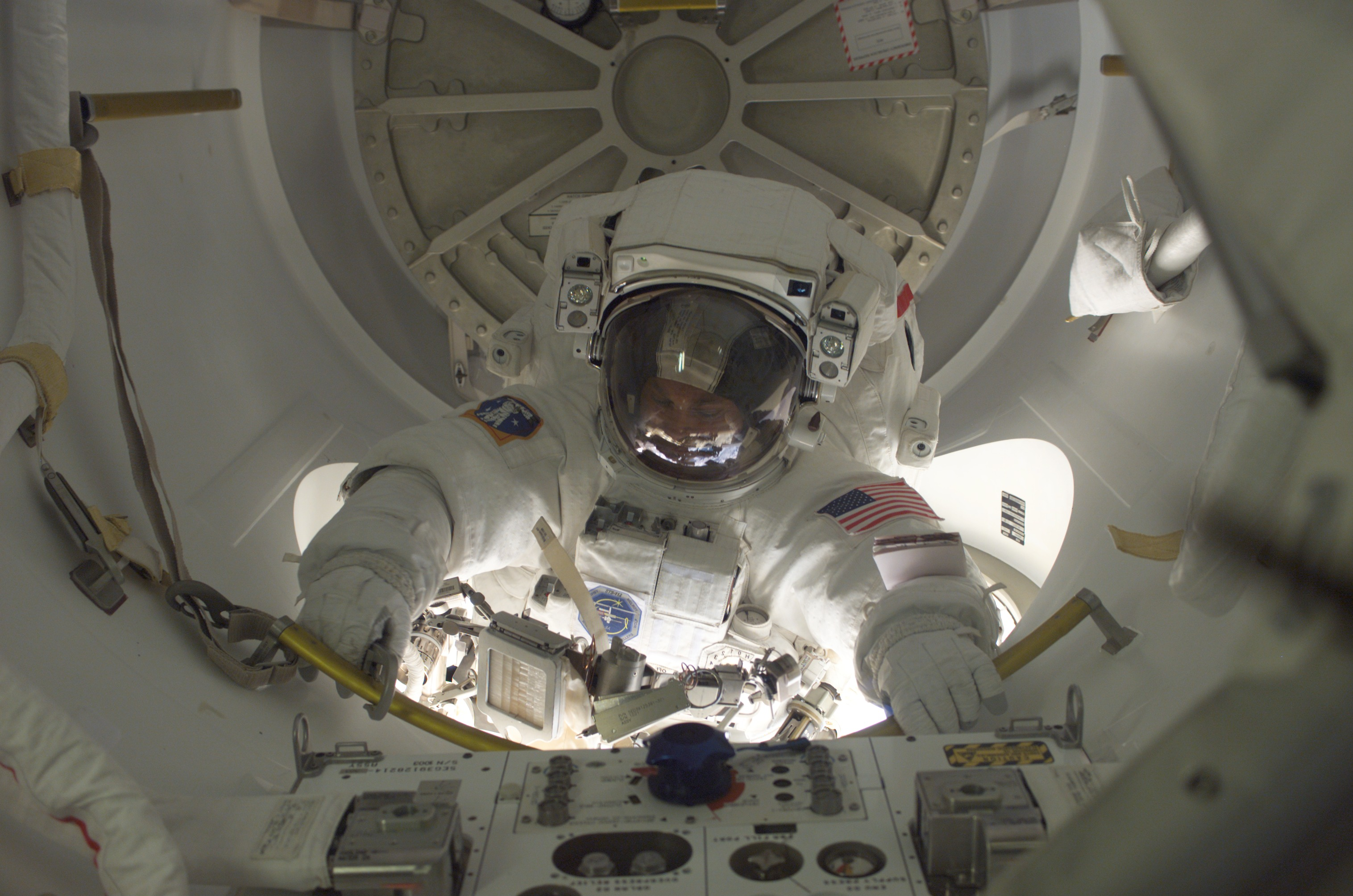
STS-112: Вулф выходит в открытый космос.

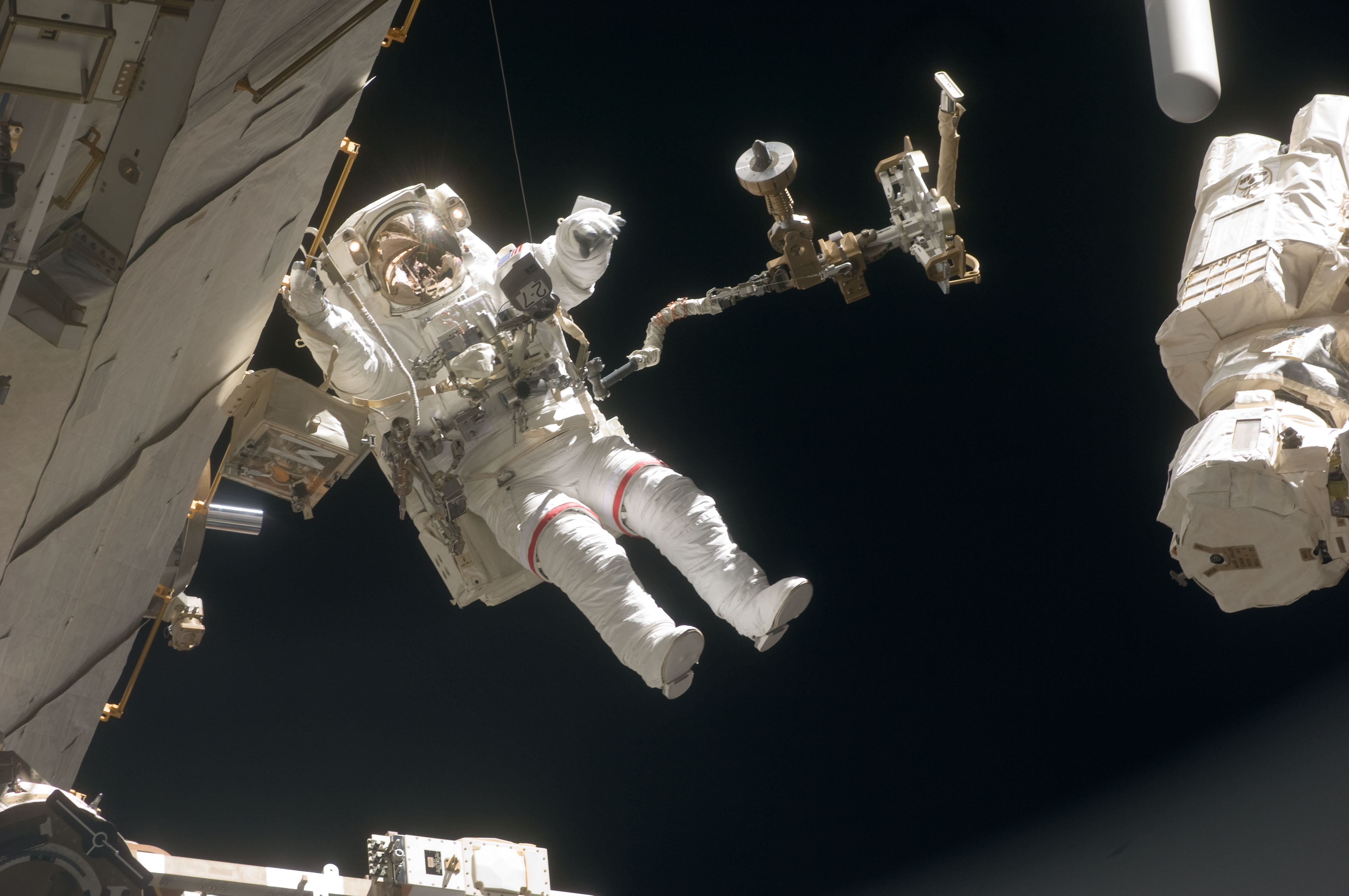
STS-127: работа в космосе.

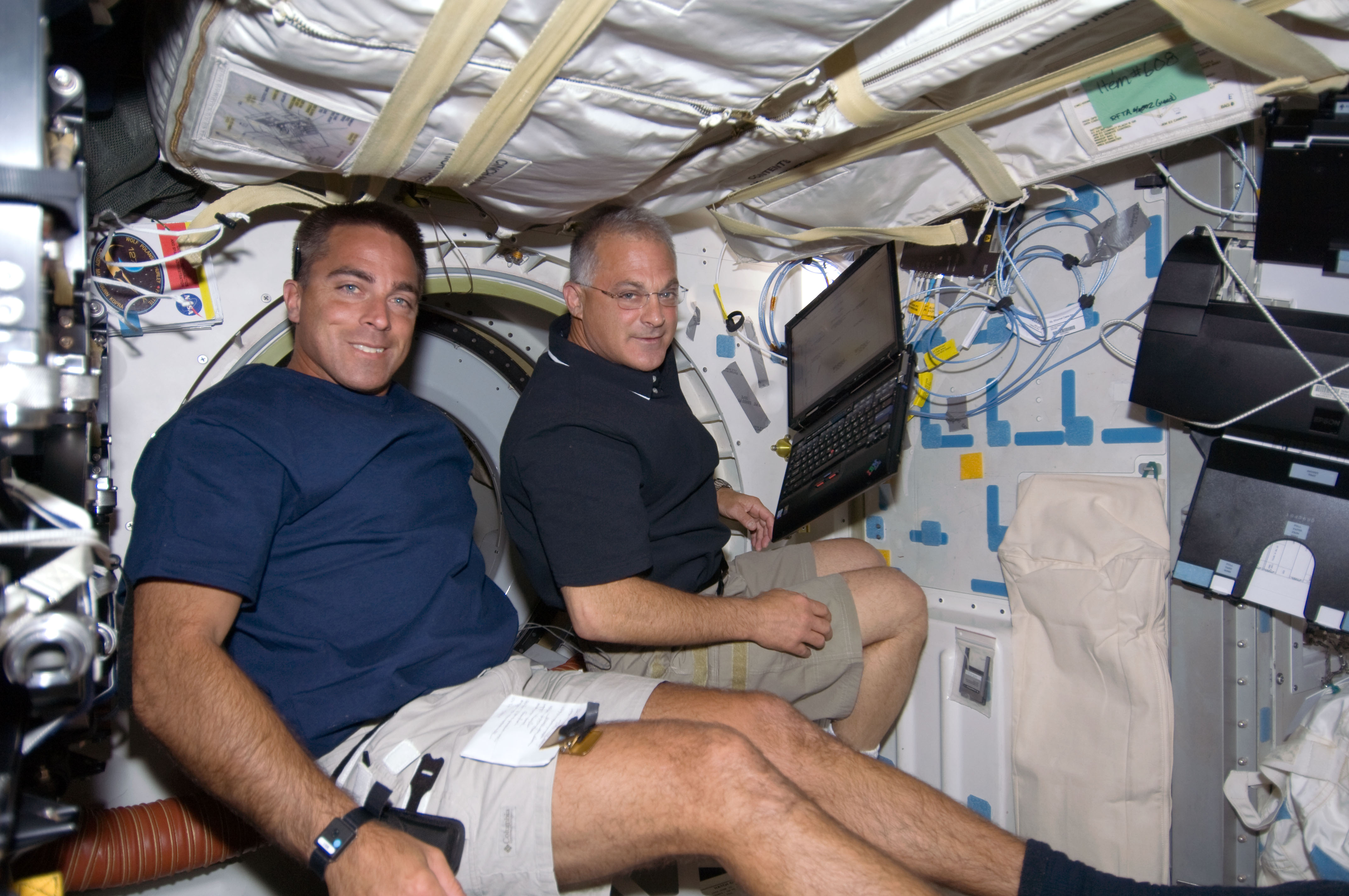
STS-127: Вулф справа.

Дэвид Вулф родился 23 августа 1956 года в городе Индианаполис, штат Индиана, где в 1974 году окончил среднюю школу. В 1978 году получил степень бакалавра в области электротехники в Университете имени Пердью, штат Индиана. В 1982 году получил звание доктора наук в области медицины в Университете Индианы. В 1983 году завершил свою медицинскую практику в Госпитале Индианаполиса, штат Индиана, и был направлен в ВВС США полётным хирургом для первичного обучения на авиабазу «Брукс», в Сан-Антонио, штат Техас. В 1983 году был направлен в Космический Центр имени Джонсона, в Хьюстоне, штат Техас и стал заниматься изучением воздействия микрогравитации на физиологию человека.
Он увлекается полётами высшего пилотажа, подводным плаванием, гандболом, бегом, и катанием на водных лыжах. Женат на Тэмми Краузе. Его родители, Гарри и Дороти Вулфы, проживают в Индианаполисе.

## До НАСА
Дэвид Вулф начал свою карьеру в НАСА медицинском отделе Космического Центра имени Джонсона, в Хьюстоне, штат Техас. Он был ответственным за бортовое оборудование шаттлов, в частности, за работу на орбите эхокардиографа, для исследования сердечно-сосудистой системы и физиологии в условиях микрогравитации. После отладки этого оборудования, был назначен главным инженером по проектированию медицинского блока на космической станции, отвечал за вопросы: определение требований к проектируемым медицинским системам, их сопряжение с системами корабля, составление и выдерживание графика работ проекта, функциональная безопасность и тестирование аппаратуры, и бюджетные вопросы. Имеет общий налёт более 2 000 часов на самолётах различных типов.

## Подготовка к космическим полётам
Принимал участие в 10-м наборе астронавтов. В январе 1990 года был зачислен в отряд НАСА в составе тринадцатого набора, кандидатом в астронавты. Стал проходить обучение по курсу Общекосмической подготовки (ОКП). По окончании курса, в июле 1991 года получил квалификацию «специалиста полёта» и назначение в Офис астронавтов НАСА. Он был распределён в Космический Центр имени Кеннеди, штат Флорида, где он принимал участие в медицинской обработке шаттлов и тестировании аппаратуры, а также оператором связи с экипажами. Он является экспертом по модернизации скафандров для работ в открытом космосе, а также последовательностью работ во время ВКД. Он занимался операциями с роботизированной системой манипулятора, консультировал экипажи на орбите по ремонту различных систем и компьютерных сетей. В 1996-1997 годах, во время подготовки к длительному полёту на орбитальную станцию «Мир», жил и тренировался в Звёздном городке, в России, в РГНИИ, в Центре подготовки космонавтов (ЦПК) имени Ю.А. Гагарина. Так как обучение происходило на русском языке, Вулф овладел им в совершенстве.

## Полёты в космос
- Первый полёт — STS-58[3], шаттл «Колумбия». C 18 октября по 1 ноября 1993 года в качестве «специалиста полёта». Основная цель полёта - проведение различных медико-биологических экспериментов. Исследования проводились в лабораторном модуле «Спейслэб» в грузовом отсеке шаттла. Продолжительность полёта составила 14 суток 0 часов 13 минут[4].

- Второй полёт — STS-86[5], Старт 26 сентября 1997 года в качестве «специалиста полёта» на шаттле «Атлантис». После стыковки с орбитальной станцией Мир, стал бортинженером 24-й основной длительной экспедиции. Он провёл ряд экспериментов и исследований, в основном исследование влияния микрогравитации на физиологию человека. Во время его пребывания на станции произошло несколько серьёзных отказов различных систем: системы жизнеобеспечения (неконтролируемое повышение влажности), трижды - системы управления, потеря ориентации, отказ главного компьютера. Чрезвычайная ситуация произошла при выходе в открытый космос в русском скафандре «Орлан» - из-за отказа шлюзового люка. Общение во время всего полёта происходило исключительно на русском языке. Вулф стал первым  американским избирателем, который участвуя в местных выборах (1997 года), проголосовал из космоса. Во время полёта выполнил один выход в открытый космос: 14 января 1998 года — продолжительностью 3 часа 52 минуты. Приземление 31 января 1998 года на STS-89, шаттл «Индевор». Продолжительность полёта составила 127 суток 20 часов 2 минуты[6].

- Третий полёт — STS-112[7], на шаттле «Атлантис». C 7 по 18 октября 2002 года в качестве «специалиста полёта». Цель полёта - доставка на Международную космическую станцию (МКС) секции S1 Основной фермы, научной аппаратуры и грузов. Во время полёта выполнил три выхода в открытый космос: 10 октября 2002 года - продолжительностью 7 часов 1 минуту, астронавты подключали шины питания и данных (ферменные конструкции) секции S1 к секции S0, сняли стартовые крепления балки радиатора и тележки CETA-A, развернули антенны S-диапазона SASA. 12 октября 2002 года - 6 часов 4 минуты, была произведена установка устройств SPD на гидроразъёмах QD, стыковка гидромагистралей, ведущих к бакам аммиака на секции S1, продолжили снятия стартовых креплений балки радиатора и тележки CETA-A. 14 октября - 6 часов 36 минут, восстановили работоспособность блока разъёмов IUA мобильного транспортера, установили перемычки между аммиачными контурами S0 и S1, установили устройства SPD (завершение работ). Продолжительность полёта составила 10 суток 19 часов 59 минут[8].

- Четвёртый полёт — STS-127[9], на шаттле «Индевор». C 15 по 31 июля 2009 года в качестве «специалиста полёта». Продолжение сборки Международной космической станции. Во время полёта выполнил три выхода в открытый космос: 18 июля 2009 года - продолжительностью 5 часов 32 минуты. Была подготовлена к выгрузке из отсека шаттла экспериментальная платформа (вес которой 4,1 тонны) японского исследовательского модуля «Кибо», были сняты все транспортные крепления и отсоединены все кабели. Платформа была выгружена манипулятором шаттла, затем перехвачена роботом-манипулятором МКС и установлена на её месте крепления к модулю «Кибо». 20 июля - 6 часов 53 минуты. Астронавты разгрузили универсальную грузовую конструкцию, которая за день до этого была поднята из грузового отсека шаттла и закреплена на внешней стороне станции. На универсальной грузовой конструкции на станцию были доставлены: антенна Ku-диапазона, насос для системы охлаждения станции и привод для подвижной тележки станции, на которой установлен робот-манипулятор станции. 22 июля - продолжительностью 5 часов 59 минут. Астронавты заменили четыре из шести аккумуляторов на сегменте Р6 ферменной конструкции станции. Астронавтам предстояло работали на самом дальнем краю (приблизительно на расстоянии 45 метров от шлюзового модуля «Квест») ферменной конструкции, где находится сегмент Р6. Продолжительность полёта составила 15 суток 16 часов 44 минуты[10][11].

Общая продолжительность внекорабельной деятельности (ВКД) за 7 выходов — 41 час 17 минут. Общая продолжительность полётов в космос — 168 дней 8 часов 57 минут.

## После полётов
В июне 2011 года стал астронавтом-менеджером и был переведён на работу в Космический Центр имени Джонсона, в Хьюстоне, штат Техас. В декабре 2012 года уволился из НАСА.

## Награды и премии
- Орден Дружбы (10 апреля 1998 года, Россия) — за большой вклад в развитие российско-американского сотрудничества в области космических исследований[12]
- Медаль «За заслуги в освоении космоса» (12 апреля 2011 года, Россия) — за большой вклад в развитие международного сотрудничества в области пилотируемой космонавтики[13].

Награждён: Медаль «За космический полёт» (1993, 1997, 2002 и 2009) и многие другие.